# 70179 Беппечіара
70179 Беппечіара (70179 Beppechiara) — астероїд головного поясу, відкритий 21 серпня 1999 року.
Тіссеранів параметр щодо Юпітера — 3,351.